# Hình chêm cầu

Hình chêm cầu với bán kính r và góc nhị diện α

Trong hình học không gian, hình chêm cầu, hình múi cầu, hình nêm cầu hoặc gọn hơn múi là một phần của hình cầu bị chặn bởi hai mặt phẳng chứa hai nửa đường tròn và một hình trăng cầu (spherical lune). Góc giữa hai bán kính nằm trong hai nửa đường tròn là góc nhị diện α của hình chêm cầu. Nếu cung AB là nửa đường tròn sinh khối cầu bằng cách quay nó trọn một vòng quanh trục z, nếu chỉ quay cung AB bởi một góc α thì sẽ tạo ra hình múi cầu có cùng góc α. Beman (2008) ghi chú rằng "một hình chêm cầu là một hình cầu với góc nhị diện nêm bằng một góc đầy 360°."[A] Hình chêm cầu có α = π radian (180°) trở thành bán cầu, trong khi góc nhị diện α = 2π radian (360°) trở thành một khối cầu.
Thể tích của múi cầu có thể sử dụng trực giác nhận được khi áp dụng định nghĩa đường sinh AB cho thể tích của khối cầu bán kính r mà đã biết bằng 4/3πr3, thể tích của hình chêm cầu có cùng bán kính r bằng
{\displaystyle V={\frac {\alpha }{2\pi }}\cdot {\tfrac {4}{3}}\pi r^{3}={\tfrac {2}{3}}\alpha r^{3}\,.}
Áp dụng tương tự và đã biết diện tích của mặt cầu bằng 4πr2, có thể tính diện tích bề mặt của hình trăng cầu bằng[A]
{\displaystyle A={\frac {\alpha }{2\pi }}\cdot 4\pi r^{2}=2\alpha r^{2}\,.}
Hart (2009) nhận định rằng "thể tích của hình chêm cầu bằng thể tích của khối cầu khi số độ của [góc nhị diện chêm cầu] bằng 360°".[A] Do đó, và thông qua suy luận công thức tính thể tích hình chêm cầu, có thể kết luận rằng, nếu Vs là thể tích khối cầu và Vw là thể tích hình chêm cầu thì,
{\displaystyle {\frac {V_{\mathrm {w} }}{V_{\mathrm {s} }}}={\frac {\alpha }{2\pi }}\,.}
Tương tự, nếu Sl là diện tích phần bề mặt trăng cầu, và Ss là diện tích mặt cầu chứa hình chêm cầu thì,[A]
{\displaystyle {\frac {S_{\mathrm {l} }}{S_{\mathrm {s} }}}={\frac {\alpha }{2\pi }}\,.}